# 德科·倫納德

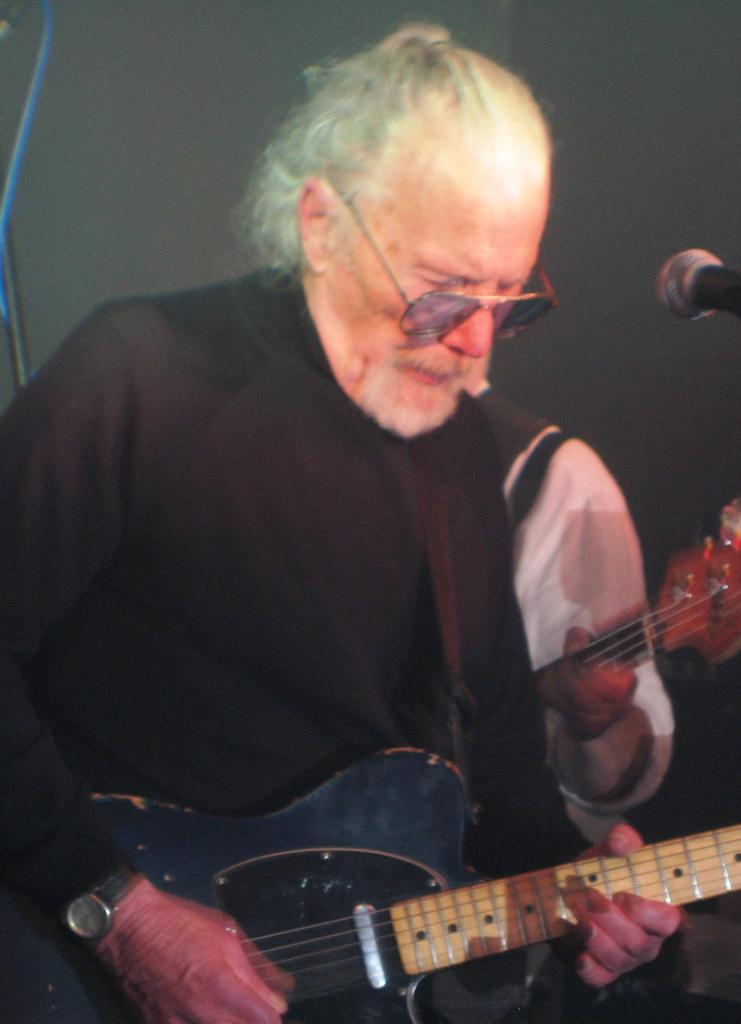
2015年9月的德科·倫納德

德科·倫納德（英語：Roger "Deke" Leonard，1944年12月18日—2017年1月31日），英国威尔士拉内利人，是一名英国摇滚音乐吉他手。1960年，他开始演唱事业，参加过男士乐队 与冰山乐队。
2017年1月31日去世，享年72岁。